# Heinrich Karl Brandes

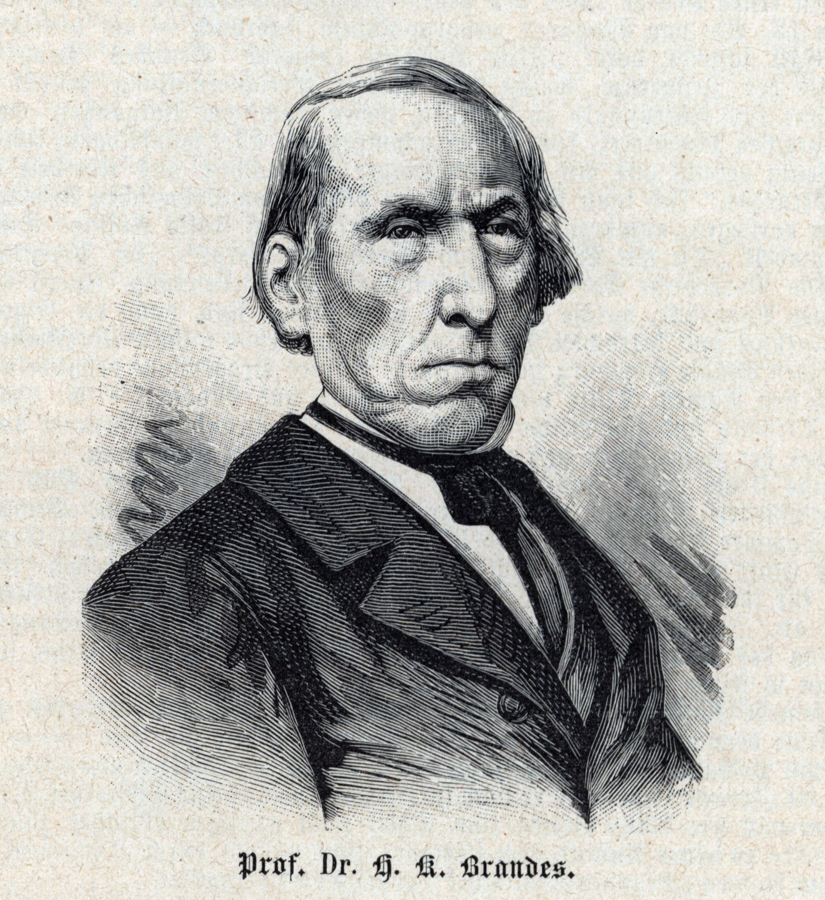
Heinrich Karl Brandes

Johann Heinrich Karl Brandes (* 10. Februar 1798 in Salzuflen; † 29. Januar 1874 ebenda) war ein deutscher Gymnasiallehrer und Reiseschriftsteller.

## Leben
Brandes’ Vater Johann Gottlieb Brandes (1751–1816) war Apotheker in Salzuflen. Heinrich Karl besuchte das Gymnasium in Detmold, studierte an den Universitäten Göttingen, Jena und Halle klassische Philologie. 1818 wurde er Mitglied der Urburschenschaft in Jena. Nach der Staatsprüfung in Münster wurde er im Januar 1823 als ordentlicher Lehrer am Gymnasium in Elberfeld angestellt und bekleidete dort auch die Funktion eines provisorischen Konrektors.
Unter dem Vorwurf „demagogischer“ Umtriebe wurde er im Februar 1824 verhaftet und nach Berlin verbracht. Obwohl ihm seine Elberfelder Dienstgeber korrektes Verhalten bescheinigten, kam er erst 1829 aus der Haft in Köpenick und Spandau wieder frei und trat 1829 eine Stelle als Konrektor am Gymnasium in Lemgo an, wo er ab 1833 die Position des Schulleiters bekleidete, bis er 1868 pensioniert wurde. Er starb am 29. Januar 1874 in seiner Heimatstadt Salzuflen.
Sein älterer Bruder war der Apotheker und Chemiker Rudolph Brandes.

## Bedeutung
Außer durch theologische und philologische Schriften ist Brandes vor allem für zahlreiche Veröffentlichungen bekannt, in denen er eigene Reisen beschrieb, die ihn nach Skandinavien und in die nördlichen Mittelmeerländer führten. Nach seiner Pensionierung besuchte er sogar Indien und Ägypten.
Seine umfangreiche Bibliothek soll Brandes dem Lemgoer Gymnasium vermacht haben.

## Archivalien
- Darstellung der Lippischen Landesbibliothek Detmold (mit Bibliographie; PDF; 10 kB)
- Lehreralbum des Elberfelder Gymnasiums (Manuskript im Archiv des Wilhelm-Dörpfeld-Gymnasiums)